# Thick as a Brick

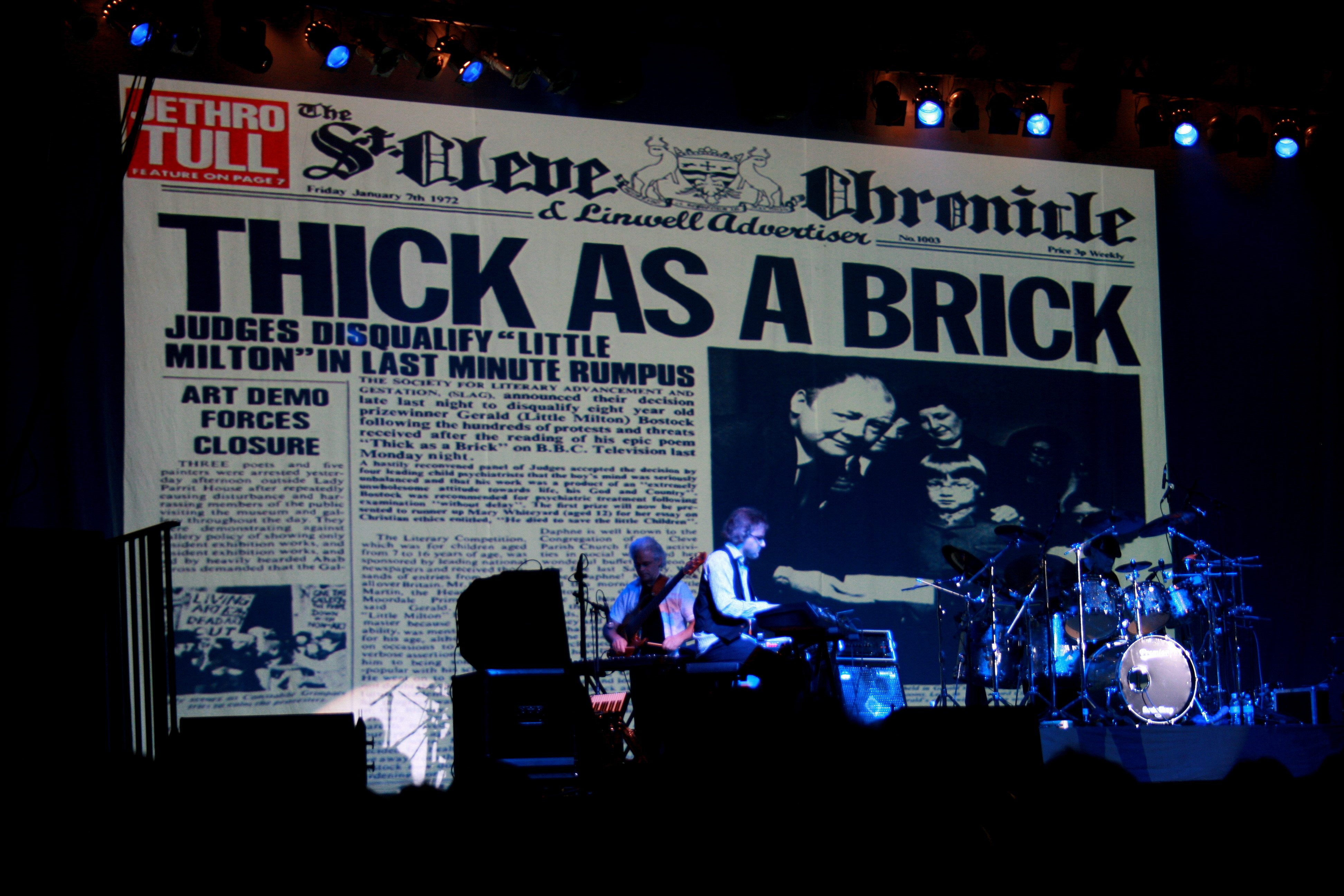
Optreden van Jethro Tull in 2009

Thick as a Brick is een album uit 1972 van de Britse progressieve-rockband Jethro Tull.

## Geschiedenis
Commercieel gezien was het een zeer succesvol album en het eerste album van de band dat in de Verenigde Staten op nummer 1 kwam op de Billboard-albumlijst. Het wordt als een van de hoogtepunten van de progressieve rock beschouwd.
Eigenlijk bestaat het gehele album maar uit één nummer van 45 minuten. Tekst en muziek zijn van de hand van Ian Anderson, de voorman van deze band. Het is een conceptalbum, naar een gedicht van het fictieve jongetje Gerald Bostock.
De eerste persing van de elpee had een hoes die eruitzag als een lokale krant en kon worden uitgevouwen tot een 12 pagina's tellende tabloid. Latere persingen zagen er voor het oog nog wel hetzelfde uit, maar konden niet meer worden uitgevouwen tot krantenformaat.

## Teksten
Hoewel dit album bedoeld was als parodie op het conceptalbum, heeft Ian Anderson wel degelijk een maatschappijkritische boodschap met dit album.
- Het album opent met de volgende regels, gericht tegen de hippiecultuur:

I really don't mind if you sit this one out.
My words but a whisper - your deafness a shout!
I may make you feel, but I can't make you think.
Your sperm's in the gutter - your love's in the sink.
- Later tegen de zakenman:

We'll make a man of him, put him to trade,
teach him, to play Monopoly and how to sing in the rain.
- Tegen de burgers:

"What do you do when the old man's gone - do you want to be him?
And your real self sings the song. Do you want to free him?
No one to help you get up steam,
and the whirlpool turns you `way off-beam."
- De pubers:

"Playing at the hard case,
you follow the example of the comic-paper idol,
who lets you bend the rules.
(...)
So, come on ye childhood heroes!
Won't you rise up from the pages,
of your comic-books, your super crooks,
and show us all the way.
Well, make your will and testament,
won't you? Join your local government.
We'll have Superman for president,
let Robin save the day."

## Nummers
1. "Thick As A Brick (Part I)" - 22:40
2. "Thick As A Brick (Part II)" - 21:10
3. "Thick As A Brick" (live in Madison Square Garden, 1978)¹ - 11:50
4. Interview met Ian Anderson, Martin Barre en Jeffrey Hammond-Hammond¹ - 16:30

¹Bonusnummers op de geremasterde versie voor de 25ste verjaardag in 1997.

## Bezetting
- Ian Anderson (dwarsfluit, akoestische gitaar, viool, saxofoon, trompet, zang)
- Martin Barre (elektrische gitaar, luit)
- Barriemore Barlow (drums, pauken, percussie)
- Jeffrey Hammond-Hammond (basgitaar, gesproken woord)
- John Evan (orgel, piano, klavecimbel)

Gastmuzikant:
- David Palmer (arrangement voor orkest)
- onbekend orkest